# 20xx – Das Quiz

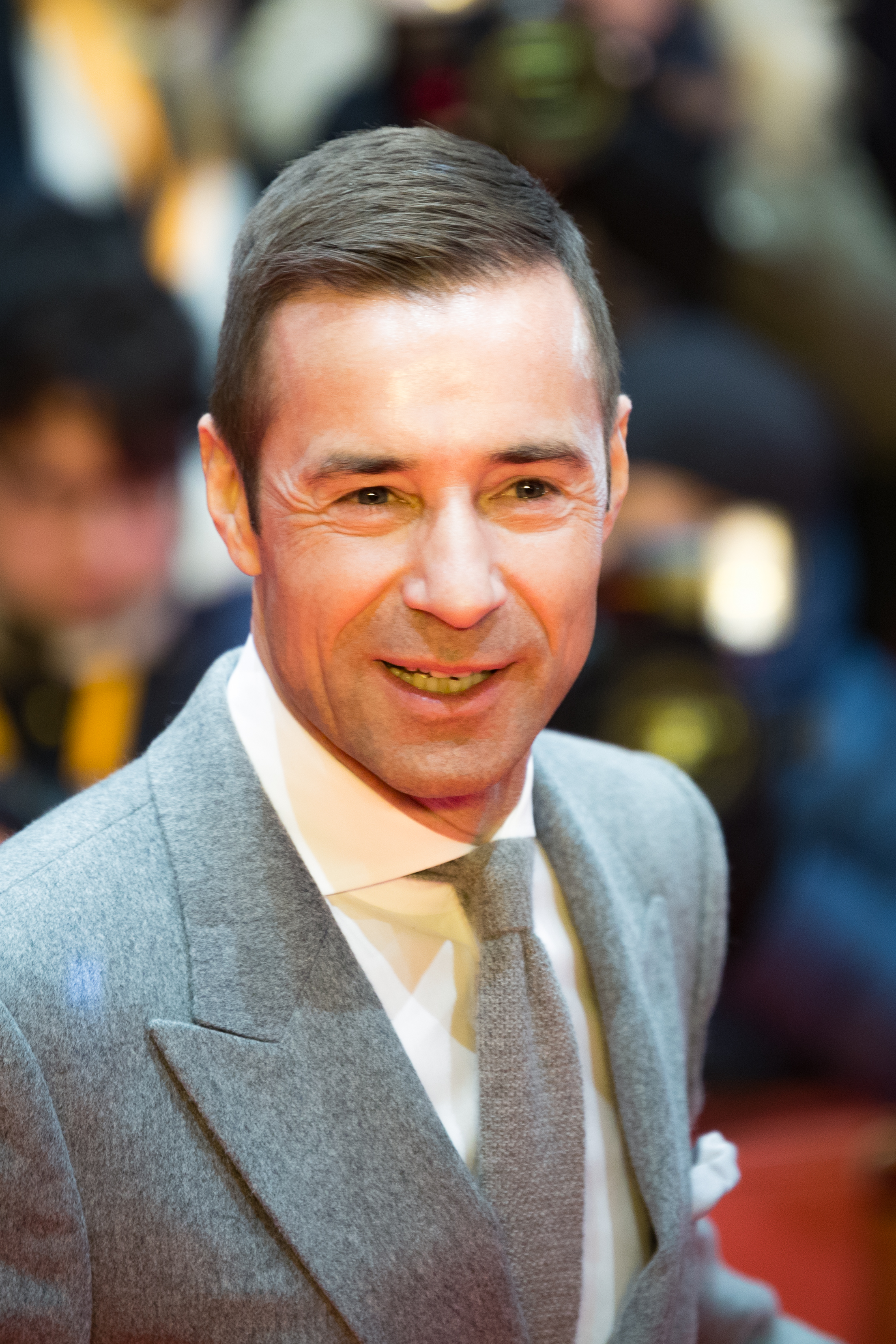
Moderator Kai Pflaume (Moderator seit 2023)

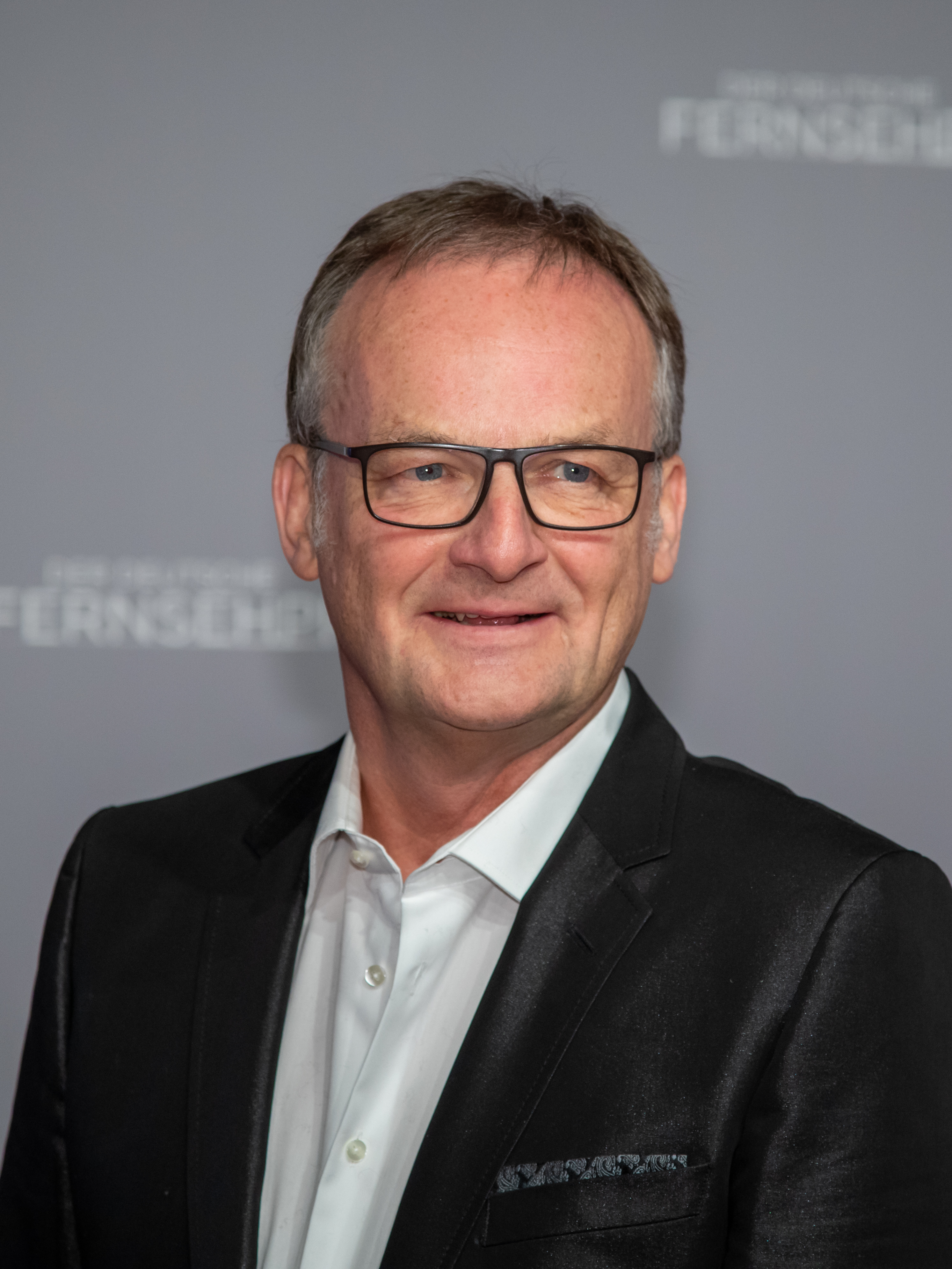
Moderator Frank Plasberg (Moderator von 2008 bis 2022)

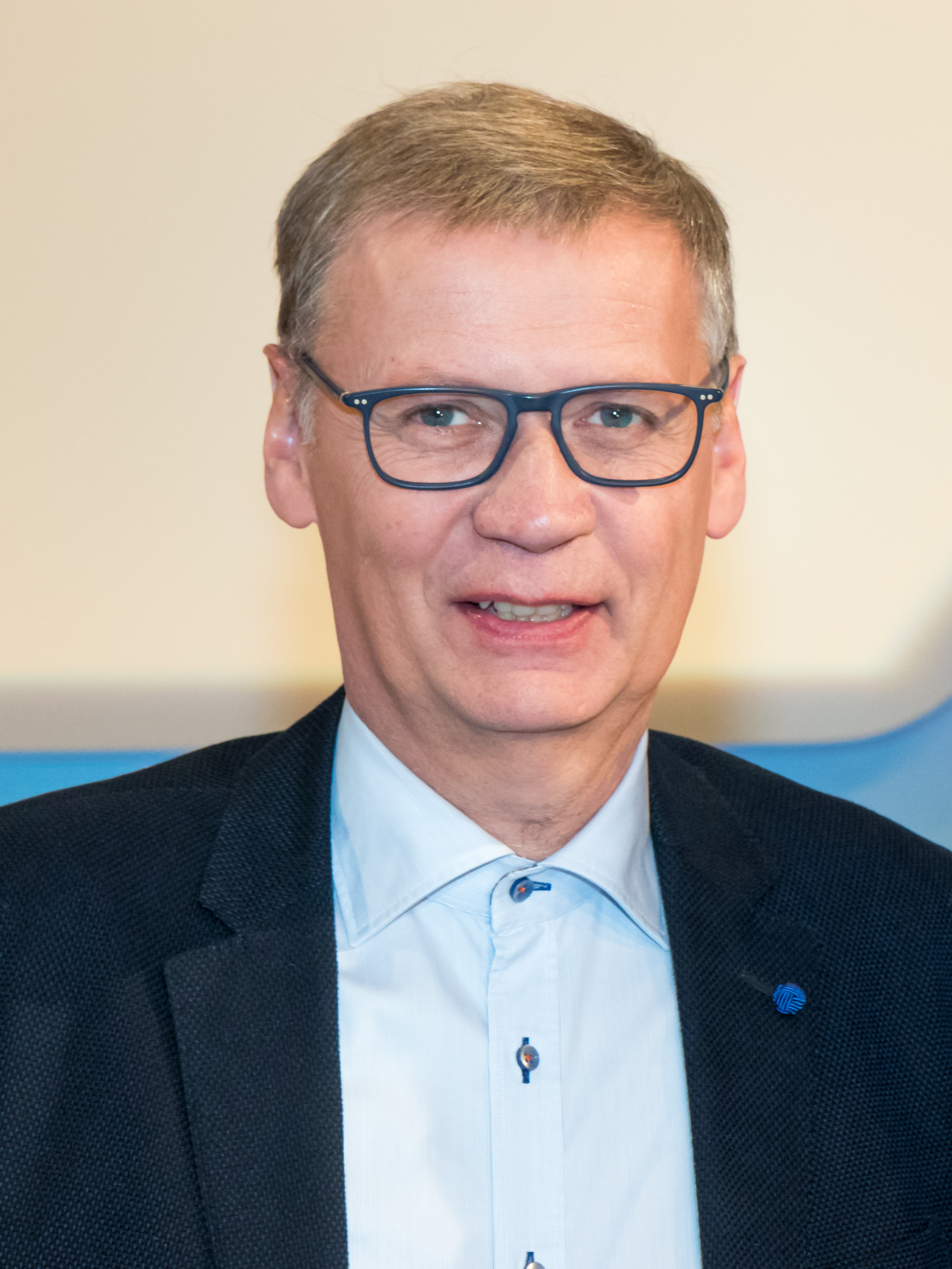
Dauerkandidat Günther Jauch

20xx – Das Quiz (auch vereinfacht Jahresquiz 20xx) ist eine Quizsendung der ARD, die als Jahresrückblick gestaltet ist und seit 2008 jährlich an einem Abend zwischen Weihnachten und Silvester ausgestrahlt wird. Die Spielshow erreicht regelmäßig Einschaltquoten von rund 20 Prozent und gilt als „der erfolgreichste Jahresrückblick im deutschen Fernsehen“.
Das Jahresquiz wird von i&u TV produziert und etwa zwei Wochen vor der Ausstrahlung aufgezeichnet.

## Spielverlauf
Vier prominente Gäste spielen um Geld für den jeweils von ihnen ausgewählten guten Zweck. Der Moderator stellt die Fragen und gibt die Antwortmöglichkeiten. Für jede richtige Antwort bekommen die Kandidaten 500 Euro auf ihrem Konto gutgeschrieben. Bei Aktionsspielen, insbesondere im Finale, gibt es höhere Gewinnstufen. Für originelle Beiträge der Kandidaten gibt der Moderator gelegentlich zusätzliche Prämien.

## Kandidaten
An den Ausgaben der Jahre 2010 und 2015 nahmen zwei Frauen, in den übrigen Jahren jeweils eine Frau teil. Dauerteilnehmer bei allen 17 Ausgaben war Günther Jauch, gefolgt von Jan Josef Liefers (14), Barbara Schöneberger (13), Florian Silbereisen (vier) und Oliver Pocher mit drei Teilnahmen. Mit dem damaligen niedersächsischen Ministerpräsidenten und späteren Bundespräsidenten Christian Wulff 2008 und dem stellvertretenden FDP-Vorsitzenden Wolfgang Kubicki 2013 waren zweimal Politiker Kandidaten der Sendung. Die Sendedauer wurde von anfänglich zwei Stunden und 15 Minuten (2008) auf zuletzt drei Stunden und 15 Minuten (2024) erhöht, im Jahr 2019 wurde die bislang längste Sendezeit mit drei Stunden und 30 Minuten erreicht.
| Ausgabe | Ausgabe         | Sendedauer  | Kandidat 1    | Kandidat 2           | Kandidat 3          | Kandidat 4        |
| ------- | --------------- | ----------- | ------------- | -------------------- | ------------------- | ----------------- |
| 01      | 2008 – Das Quiz | 135 Minuten | Günther Jauch | Jutta Speidel        | Oliver Pocher       | Christian Wulff   |
| 02      | 2009 – Das Quiz | 165 Minuten | Günther Jauch | Barbara Schöneberger | Oliver Pocher       | Jan Josef Liefers |
| 03      | 2010 – Das Quiz | 180 Minuten | Günther Jauch | Lena Meyer-Landrut   | Ina Müller          | Jan Josef Liefers |
| 04      | 2011 – Das Quiz | 180 Minuten | Günther Jauch | Anja Kohl            | Oliver Pocher       | Jan Josef Liefers |
| 05      | 2012 – Das Quiz | 180 Minuten | Günther Jauch | Verona Pooth         | Armin Rohde         | Jan Josef Liefers |
| 06      | 2013 – Das Quiz | 180 Minuten | Günther Jauch | Barbara Schöneberger | Wolfgang Kubicki    | Jan Josef Liefers |
| 07      | 2014 – Das Quiz | 180 Minuten | Günther Jauch | Barbara Schöneberger | Til Schweiger       | Jan Josef Liefers |
| 08      | 2015 – Das Quiz | 195 Minuten | Günther Jauch | Barbara Schöneberger | Annette Frier       | Horst Lichter     |
| 09      | 2016 – Das Quiz | 185 Minuten | Günther Jauch | Barbara Schöneberger | Klaas Heufer-Umlauf | Jan Josef Liefers |
| 10      | 2017 – Das Quiz | 205 Minuten | Günther Jauch | Barbara Schöneberger | Elyas M’Barek       | Horst Lichter     |
| 11      | 2018 – Das Quiz | 195 Minuten | Günther Jauch | Barbara Schöneberger | Elyas M’Barek       | Jan Josef Liefers |
| 12      | 2019 – Das Quiz | 210 Minuten | Günther Jauch | Barbara Schöneberger | Hans Sigl           | Jan Josef Liefers |
| 13      | 2020 – Das Quiz | 200 Minuten | Günther Jauch | Barbara Schöneberger | Ralf Schmitz        | Jan Josef Liefers |
| 14      | 2021 – Das Quiz | 200 Minuten | Günther Jauch | Barbara Schöneberger | Florian Silbereisen | Jan Josef Liefers |
| 15      | 2022 – Das Quiz | 200 Minuten | Günther Jauch | Barbara Schöneberger | Florian Silbereisen | Jan Josef Liefers |
| 16      | 2023 – Das Quiz | 195 Minuten | Günther Jauch | Barbara Schöneberger | Florian Silbereisen | Jan Josef Liefers |
| 17      | 2024 – Das Quiz | 195 Minuten | Günther Jauch | Barbara Schöneberger | Florian Silbereisen | Jan Josef Liefers |

Legende
orange = Gewinner

## Moderation
Seit der ersten Ausgabe der Sendung im Jahr 2008 moderierte Frank Plasberg die Quizsendung. Mit der Ausgabe vom 30. Dezember 2022 feierte dieser seinen Abschied aus dem Fernsehen. Mit der folgenden Sendung am 30. Dezember 2023 übernahm Kai Pflaume die Moderation.

## Einschaltquoten
Der Höchstwert der jeweiligen Kategorie ist grün hinterlegt, der niedrigste Wert ist rot hervorgehoben.
| Ausgabe         | Datum                  | Zuschauer | Zuschauer       | Marktanteil | Marktanteil     |
| Ausgabe         | Datum                  | Gesamt    | 14 bis 49 Jahre | Gesamt      | 14 bis 49 Jahre |
| --------------- | ---------------------- | --------- | --------------- | ----------- | --------------- |
| 2008 – Das Quiz | Sa., 27. Dezember 2008 | 6,93 Mio. | 1,58 Mio.       | 22,6 %      | 13,3 %          |
| 2009 – Das Quiz | Di., 29. Dezember 2009 | 6,91 Mio. | 1,85 Mio.       | 21,8 %      | 13,9 %          |
| 2010 – Das Quiz | Do., 30. Dezember 2010 | 7,04 Mio. | 1,60 Mio.       | 22,4 %      | 12,5 %          |
| 2011 – Das Quiz | Do., 29. Dezember 2011 | 6,38 Mio. | 1,30 Mio.       | 20,9 %      | 10,7 %          |
| 2012 – Das Quiz | Sa., 29. Dezember 2012 | 6,39 Mio. | 1,42 Mio.       | 20,8 %      | 12,3 %          |
| 2013 – Das Quiz | Mo., 30. Dezember 2013 | 5,39 Mio. | 1,30 Mio.       | 17,7 %      | 11,3 %          |
| 2014 – Das Quiz | Sa., 27. Dezember 2014 | 6,28 Mio. | 1,39 Mio.       | 20,5 %      | 12,7 %          |
| 2015 – Das Quiz | Di., 29. Dezember 2015 | 5,93 Mio. | 1,26 Mio.       | 20,9 %      | 12,5 %          |
| 2016 – Das Quiz | Do., 29. Dezember 2016 | 5,62 Mio. | 1,28 Mio.       | 18,8 %      | 12,5 %          |
| 2017 – Das Quiz | Do., 28. Dezember 2017 | 5,46 Mio. | 1,48 Mio.       | 19,3 %      | 16,4 %          |
| 2018 – Das Quiz | Do., 27. Dezember 2018 | 5,05 Mio. | 1,19 Mio.       | 17,8 %      | 13,5 %          |
| 2019 – Das Quiz | Mo., 30. Dezember 2019 | 4,65 Mio. | 1,18 Mio.       | 16,9 %      | 14,2 %          |
| 2020 – Das Quiz | Mi., 30. Dezember 2020 | 5,98 Mio. | 1,48 Mio.       | 19,9 %      | 17,3 %          |
| 2021 – Das Quiz | Di., 28. Dezember 2021 | 5,52 Mio. | 1,08 Mio.       | 20,7 %      | 16,2 %          |
| 2022 – Das Quiz | Fr., 30. Dezember 2022 | 4,18 Mio. | 0,91 Mio.       | 16,6 %      | 15,7 %          |
| 2023 – Das Quiz | Sa., 30. Dezember 2023 | 4,84 Mio. | 0,94 Mio.       | 19,7 %      | 17,6 %          |
| 2024 – Das Quiz | Sa., 28. Dezember 2024 | 4,99 Mio. | 0,86 Mio.       | 21,8 %      | 18,5 %          |

## Zuschauerzahlen
- Diagrammdaten:
- Definition |
- Rohdaten |
- Hilfe